# GoTo望遠鏡

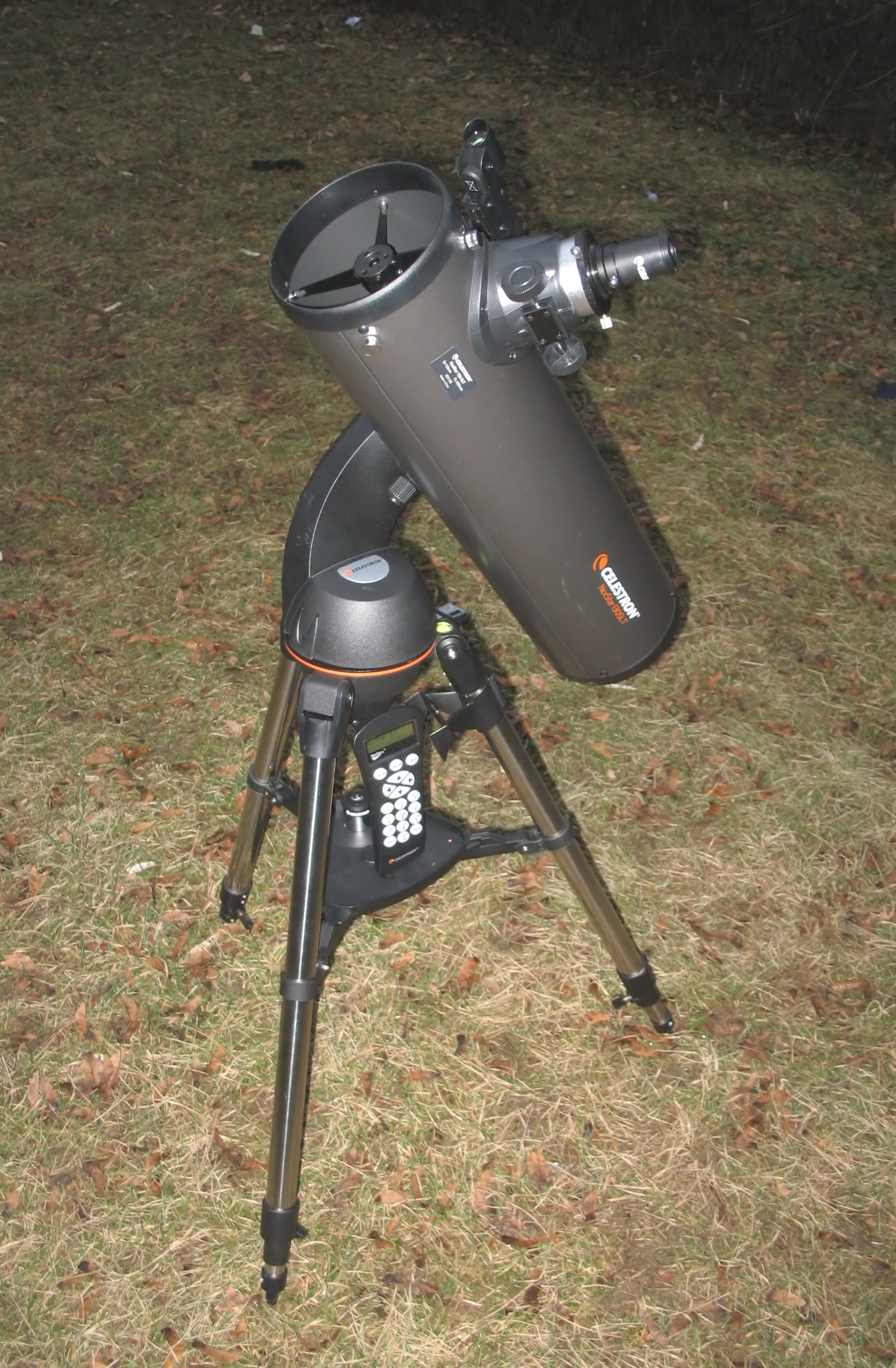
一架在GoTo經緯儀架台上的望遠鏡。請注意，安放在三腳架的兩腿之間的控制器和其上的按鍵，這是望遠鏡的手持控制器，電池儲存在三腳架上方的迴轉平台內。在此圖中，迴轉平台就在手持控制器的上方。

"GoTo望遠鏡"在業餘天文學中是指望遠鏡架台內安裝入相關軟體，可以接受指令自動指向使用者所選擇天體的光學望遠鏡。GoTo架台的兩個軸都裝有驅動馬達，可以透過微處理器－以積體電路為基礎的控制器或個人電腦來操作。這允許使用者可以輸入命令，以天體的赤經和赤緯值，或是以預先儲存的資料，包括梅西爾目錄、NGC 目錄和太陽系主要的天體（太陽、月球和行星），讓望遠鏡指向目標。
像一個標準的赤道儀架台，GoTo赤道儀架台驅動赤經軸來追蹤夜空中的天體。由於GoTo技術下的架台，兩個軸都由電腦來控制，因此使得經緯儀架台追蹤天體的機制也可以簡化。

## GoTo架台如何工作
GoTo架台再使用前要先預調整。在他第一次開機使用時，會先要求輸入使用者的地理座標、日期和時間（也可以透過GPS與望遠鏡的聯結，或者甚至望遠鏡本身的控制器就有內建真實時間的時鐘）。

### 經緯儀架台
經緯儀GoTo架台的調整需要有已知的恆星做為"校準星"，使用者需要將它調整至位於目鏡的視野中心。從輸入的時間、位置和恆星的高度和方位，望遠鏡的架台可以知道它,在整個天空中的指向，然後可以找到任何一個天體。
為了精確的目的，第二顆校準星要近可能的離第一顆遠一點，
如果可能的話要接近想要觀測的天體。這是因為架台與地面可能不是水平的，這將導致望遠鏡能準確對準第一顆校準星附近的天體，但是對天空另一側天體的準確度就欠缺了。
使用兩顆校準星的另一個原因是使用者錄入的時間和位置資料可能不是很準確。例如，在位度上1度的不準確度，或是在時間上4分鐘的不準確度，都會使望遠鏡指向的位置與觀測者的目標相距1度。
當使用者從架台的資料內選擇一個天體時，會從該天體的赤經和赤緯計算得到方位和高度，然後架台將移動望遠鏡致該高度和方位，並且追蹤這個天體，所以儘管地球在自轉，它將依然仍在視野內。移動至該位置的動作被稱為迴轉。

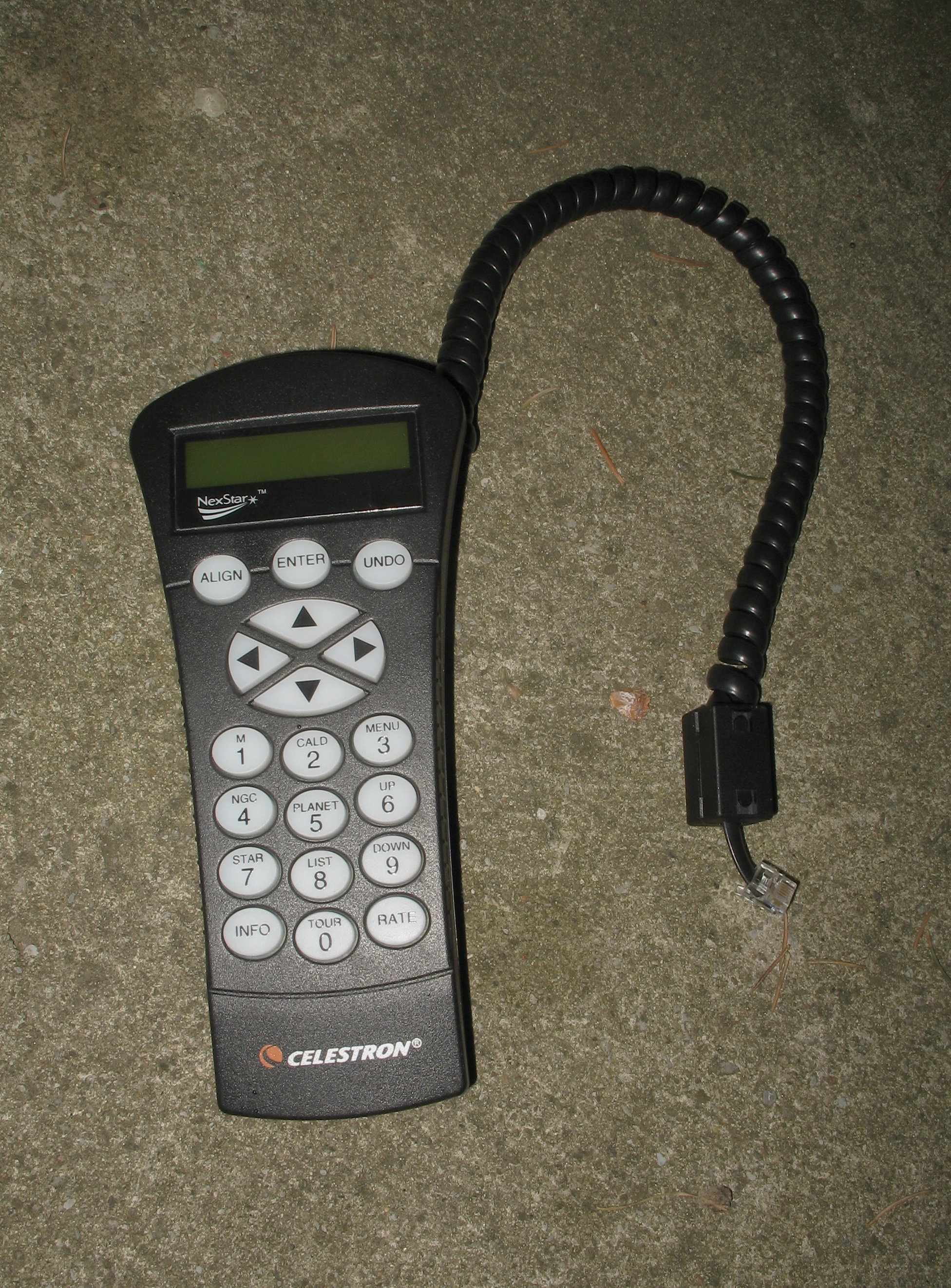
未與架台聯結的GoTo望遠鏡手持控制器。大的箭型按鍵是用來迴轉望遠鏡的，下面的數字鍵是用來輸入資料和從目錄終選擇天體。

### 赤道儀架台
對赤道儀的GoTo望遠鏡架台，使用者必須用手對準天球的北極點或南極點。假設使用者在做準確的調整，利用架台指向一顆明亮的恆星，並要求使用者調整至目鏡的中心。由於恆星正確的赤經和赤緯是已經知道的，因此使用者認為的極點和真實的天球極點之間的距離可以粗略的推斷出來。使用另一顆校準星可以進一步提高調整的準確度。
在校準好之後，望遠鏡的架台將知道它相對於夜空的指向，並且可以指向任何的赤經和赤緯座標。
當使用者選擇一個天體來觀看，架台的軟體查看該天體的赤經和赤緯，並迴轉（移動）到這個座標位置上。若要追蹤這個天體，只要轉動赤經軸，就可以消除地球的自轉，讓它停留在目鏡的視野內。

## 外部連結
- Aligning an equatorial-mounted GoTo telescope（页面存档备份，存于）